# Paul Deman

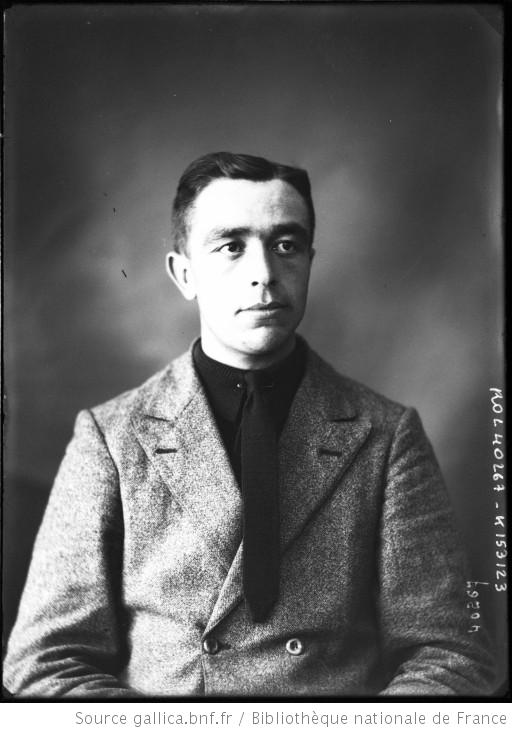
Pol Deman (1914)

Polydord Joseph (Pol) Deman, nach anderen Quellen Polydore (Pol) Deman (* 25. April 1889 in Rekkem; † 31. Juli 1961 in Outrijve) war ein belgischer Radrennfahrer.
Pol Deman war von 1909 bis 1924 Berufssportler. Seine größten Erfolge waren die Siege bei zwei Monumenten des Radsports: 1913 gewann er die erste Austragung der Flandern-Rundfahrt und 1920 Paris–Roubaix.
Schon 1909 hatte Deman, noch als Amateur, die Belgien-Rundfahrt gewonnen und den dritten Platz bei Lüttich–Bastogne–Lüttich belegt. Als Profi siegte er 1914 beim 592 Kilometer langen Bordeaux–Paris und 1923 Paris–Tours. Viermal startete er bei der Tour de France, 1911 belegte er den 13. Platz in der Gesamtwertung, 1913 den 14. Platz.
Im Ersten Weltkrieg war Deman als Kurier für das belgische Militär tätig, indem er geheime Nachrichten in seinem Goldzahn verbarg und per Fahrrad in die neutralen Niederlande brachte. Kurz vor Ende des Krieges wurde er von den Deutschen verhaftet und zum Tode verurteilt, doch von den Amerikanern befreit. Diese hielten ihn, weil er Flame war, zunächst für einen Deutschen und wollten ihn erschießen. Erst nach einigen Wochen kam er endgültig frei. Später wurde er mit dem französischen Croix de guerre und mehreren belgischen Orden ausgezeichnet. Nach dem Ende seiner aktiven Radsport-Karriere ließ er sich als Fahrradbauer nieder.